# Mongolie
Pour les articles homonymes, voir Mongolie (homonymie).
Mongolie
(mn-Cyrl) Монгол Улс
(mn-Mong)  / Mongol Uls 
La Mongolie (en mongol : Монгол Улс, translittération latine : Mongol Uls, en mongol bitchig : ᠮᠣᠩᠭᠣᠯ ᠤᠯᠤᠰ, littéralement : « État mongol ») est un vaste pays d'Asie orientale qui est enclavé entre la Russie au nord et la république populaire de Chine (RPC) au sud. Sa capitale et plus grande ville est Oulan-Bator (en mongol : Улаанбаатар, Ulaanbaatar, « Héros rouge »). La population totale s'élève à un peu plus de 3 450 000 habitants en 2022. La langue officielle est le mongol et la devise monétaire le tugrik.
La Mongolie fut le centre de l’Empire mongol au XIIIe siècle et fut ensuite gouvernée par la dynastie Qing, d'origine mandchoue, de la fin du XVIIe siècle à 1911, date à laquelle l'indépendance de la Mongolie fut proclamée à la faveur de la chute de l'Empire chinois, à la suite de la révolution chinoise de 1911 (ou révolution Xinhai). La politique de la République populaire mongole, bien que conservant officiellement son indépendance pendant la période soviétique, était alignée sur celle de l'URSS. Après la fin de la guerre froide et la chute du communisme en Mongolie en 1990, le pays adopta une constitution démocratique en 1992.
Son territoire est immense, mais possède très peu de terres arables, le pays étant montagneux et couvert de steppes dont l'aridité croît en allant vers le sud (désert de Gobi). Près de 28 % des 3 millions d'habitants sont nomades ou semi-nomades. La religion principale est l'école des bonnets jaunes de la branche tibétaine du bouddhisme vajrayāna. La majorité des citoyens (80 %) est d'origine mongole. Il existe néanmoins des minorités turcophones, comme les Kazakhes et Touvains, surtout dans l’ouest du pays. Près du tiers des habitants vit à Oulan-Bator.
La Mongolie est le pays qui a la plus faible densité de population au monde avec 2 hab./km2.

## Géographie

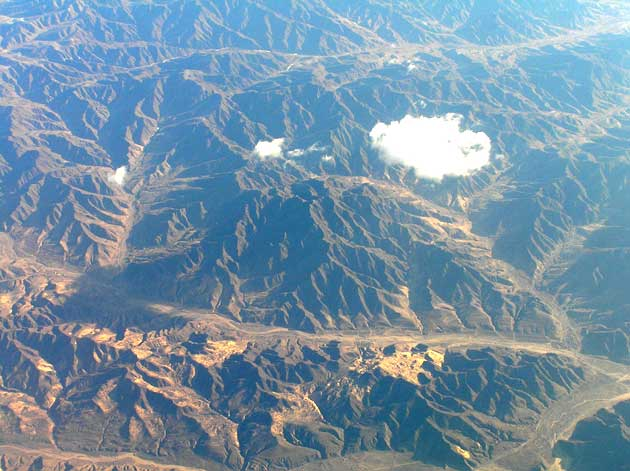
Le désert de Gobi est entouré de hautes barrières montagneuses, au sud le plateau tibétain, à l'ouest l'Altaï et les monts Célestes, à l’est les monts Khingan.

La Mongolie possède un territoire de 1 566 500 km2. La Mongolie se situe sur un vaste plateau montagneux incliné d’ouest en est dont 80 % des espaces se situent à plus de 1 000 m d’altitude. Le climat de la Mongolie est l’un des plus continentaux du globe : les températures descendent régulièrement autour de −40 °C en hiver dans la plupart des régions et peuvent dépasser +40 °C en été dans le désert de Gobi. Les zones protégées où il est interdit de toucher à la biodiversité et où le pâturage des troupeaux est strictement règlementé représentent 20 % du territoire mongol.

### Reliefs et écosystèmes

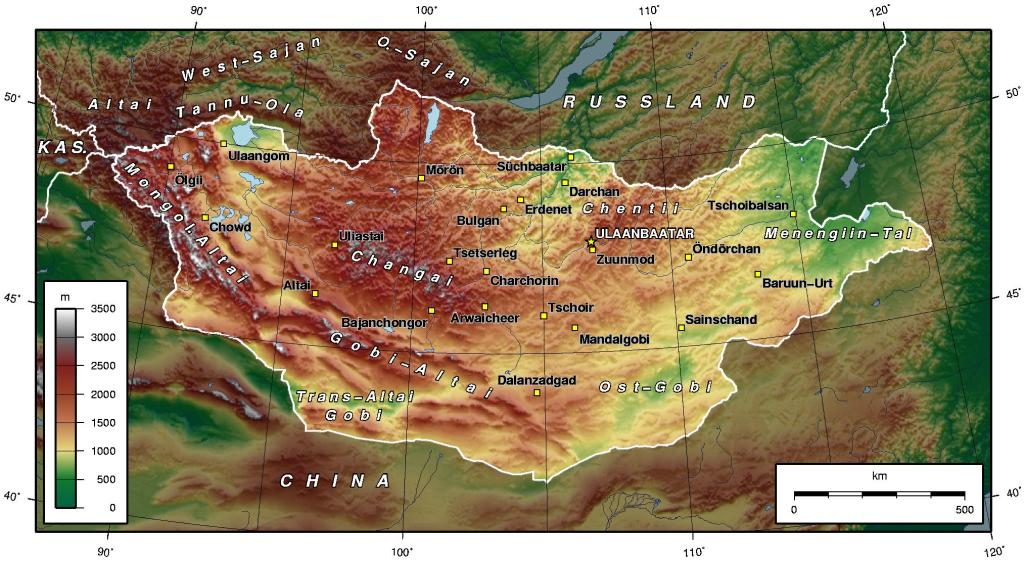
Carte topographique de la Mongolie.

D’un point de vue écologique, la Mongolie occupe une région charnière en Asie centrale. Par sa position centrale en Asie et sa continentalité, la Mongolie est à la croisée de cinq grands écosystèmes asiatiques : la steppe herbeuse dans la partie centrale n'occupe pas moins de 20 % du territoire national, le désert et la steppe désertique du Gobi au sud occupent un même pourcentage d’espace, viennent ensuite les hautes montagnes et milieux de type alpins, la steppe semi boisée et, au nord, la taïga constituée de vastes forêts denses de mélèzes et pins.
À l’extrême ouest, domine la haute chaîne montagneuse de l’Altaï aux sommets de plus de 4 300 m où vivent notamment des Kazakhs (unique peuple musulman d’une Mongolie bouddhiste). Le point culminant de la Mongolie, le Kujten Uul à 4 374 m, fait partie de cet ensemble.
Le centre du pays, plus fertile, est traversé par les monts Khangaï. Il constitue un territoire riche en pâturages pour les nomades. C’est une région de volcans éteints atteignant pour certains plus de 3 000 m d’altitude.
Une partie du pays est constituée de steppes. La désertification touche 140 000 des 1 565 500 km2. Le désert de Gobi recouvre une partie du sud du pays, alors qu'au nord et à l'ouest, se trouvent des régions montagneuses aux forêts abondantes.

### Climat

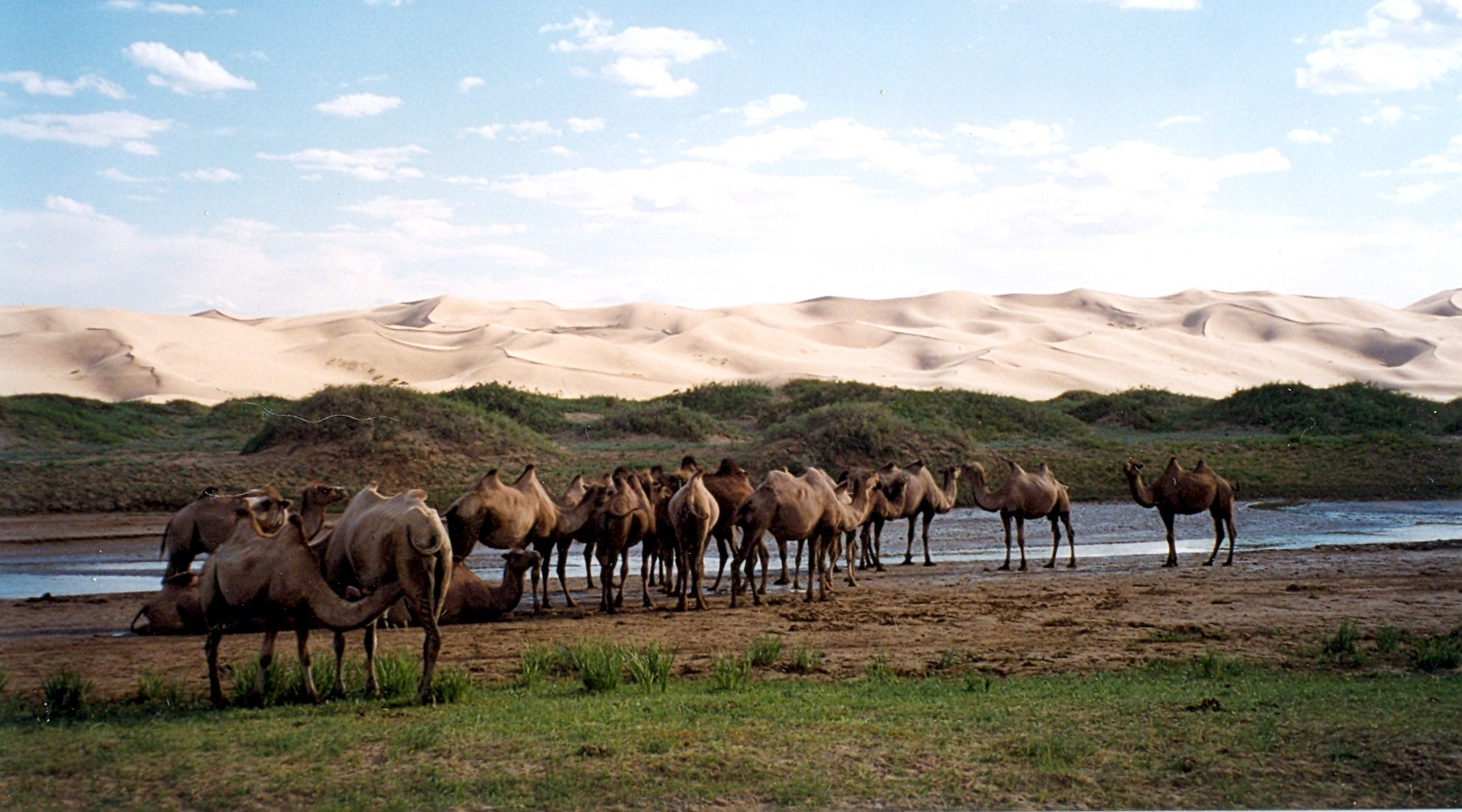
Le parc national de Gobi Gurvansaikhan, dans le désert de Gobi.

Le climat est chaud en été et extrêmement froid en hiver, avec des températures hivernales pouvant descendre jusqu'à −40 °C et en été, des températures avoisinant très régulièrement les 30 °C à 40 °C. Le pays est aussi sujet au dzud ou zud. Les dzuds blancs sont d'importantes chutes de neige empêchant l'accès aux pâturages. Les dzuds noirs correspondent à l'absence de couverture neigeuse protégeant la terre, provoquant la déshydratation du bétail. De telles conditions climatiques entraînent des pertes de bétail inévitables et se révèlent problématiques pour l'homme, dans l'incapacité de prévoir l'augmentation du nombre d'animaux. Oulan-Bator est la capitale possédant la température moyenne la plus basse au monde (−2,4 °C).
L'ensemble du pays reçoit très peu de précipitations : une moyenne annuelle de 200 à 350 mm dans le Nord, qui décroît en allant vers le sud, l'Extrême-Sud étant occupé par le désert de Gobi, où certaines régions ne reçoivent aucune précipitation durant des années. Le pays se trouve généralement au cœur d’un système de hautes pressions (anticyclone) qui font que le ciel est très souvent dégagé (moyenne annuelle de 257 jours sans nuages). La Mongolie est d'ailleurs parfois surnommée le « pays au ciel bleu ».

#### Effets du changement climatique
La Mongolie est fortement affectée par le réchauffement climatique. Entre 1940 et 2001, la température annuelle moyenne de l'air a augmenté de plus de 1,5 °C. La température hivernale a augmenté de plus de 3,6 °C au cours de cette période. La glace ancienne de la Mongolie fond rapidement en raison du changement climatique et du réchauffement des températures estivales. Comme l'afflux des champs de glace s'assèche plus fréquemment pendant l'été, l'approvisionnement en eau potable est de plus en plus restreint. Cela mettra à la fois le patrimoine culturel et l'élevage traditionnel de rennes en danger extrême dans les années à venir.
À l'inverse, pendant la période hivernale, les températures chutent drastiquement. Il s'agit d'un effet du continentalisme extrême mongol. En été si les températures peuvent avoisiner les 40°C, elles peuvent avoisiner les -40°C en hiver. Le changement climatique accentue cette tendance et semble contraindre la Mongolie à des hivers de plus en plus rudes. Par exemple des vagues de froids ont frappé le pays lors de la saison hivernale de 2024. Les températures sont tombées sous la barre des -40°C et s'inscrivent dans le cadre d'un phénomène local connu sous le nom de « dzud ». Un dzud se caractérise par des vagues de froid anormalement élevées qui gèlent les sols. Il s'agit d'un défi climatique pour les éleveurs puisque leurs bêtes n'ont plus accès à l'herbe présente sous la neige et meurent de faim.
En conséquence, la crise climatique met en danger les éleveurs de rennes domestiques dans les basses latitudes, vivant dans les zones de toundra montagneuse du nord de la Mongolie.

### Noms géographiques
La Commission des noms géographiques mongols est créée en 1925 sous l'égide de l'Académie des sciences de Mongolie dans le but de retranscrire tous les noms géographiques écrits en alphabet mongol traditionnel. En 1949, le gouvernement interdit la modification arbitraire des noms géographiques (tous les habitants n'adhérant pas aux noms transcrits). En 1961, le gouvernement change de direction et charge les collectivités locales de restaurer les noms géographiques de leur région. Après une étude de 7 ans, la Commission permanente sur les noms géographiques enregistre 424 388 noms géographiques en 1987. À la suite de nouvelles lois sur la géodésie et la cartographie promulguées en 1997, l'administration réduit cette liste à 214 805 noms, liste approuvée par le Parlement en 2003. Alors que le gouvernement s'apprête à établir une nouvelle carte 1/25 000 de l'intégralité de son territoire, un décret est voté en 2017 visant à protéger cette liste établie. En 2019, une base de données des noms géographiques est en construction.

### Frontières

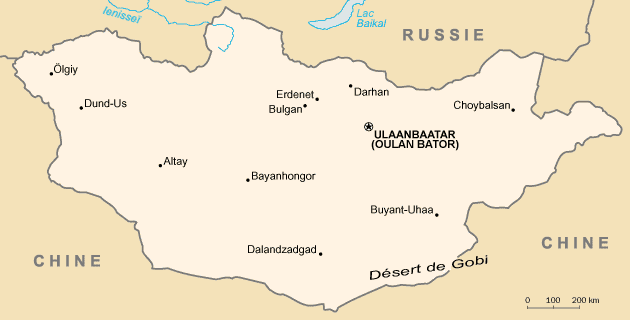
Carte de la Mongolie et des frontières avec les pays voisins.

La longueur totale des frontières, frontière entre la Mongolie et la Russie et frontière entre la Chine et la Mongolie est de 8 162 km.

## Histoire

### Histoire ancienne

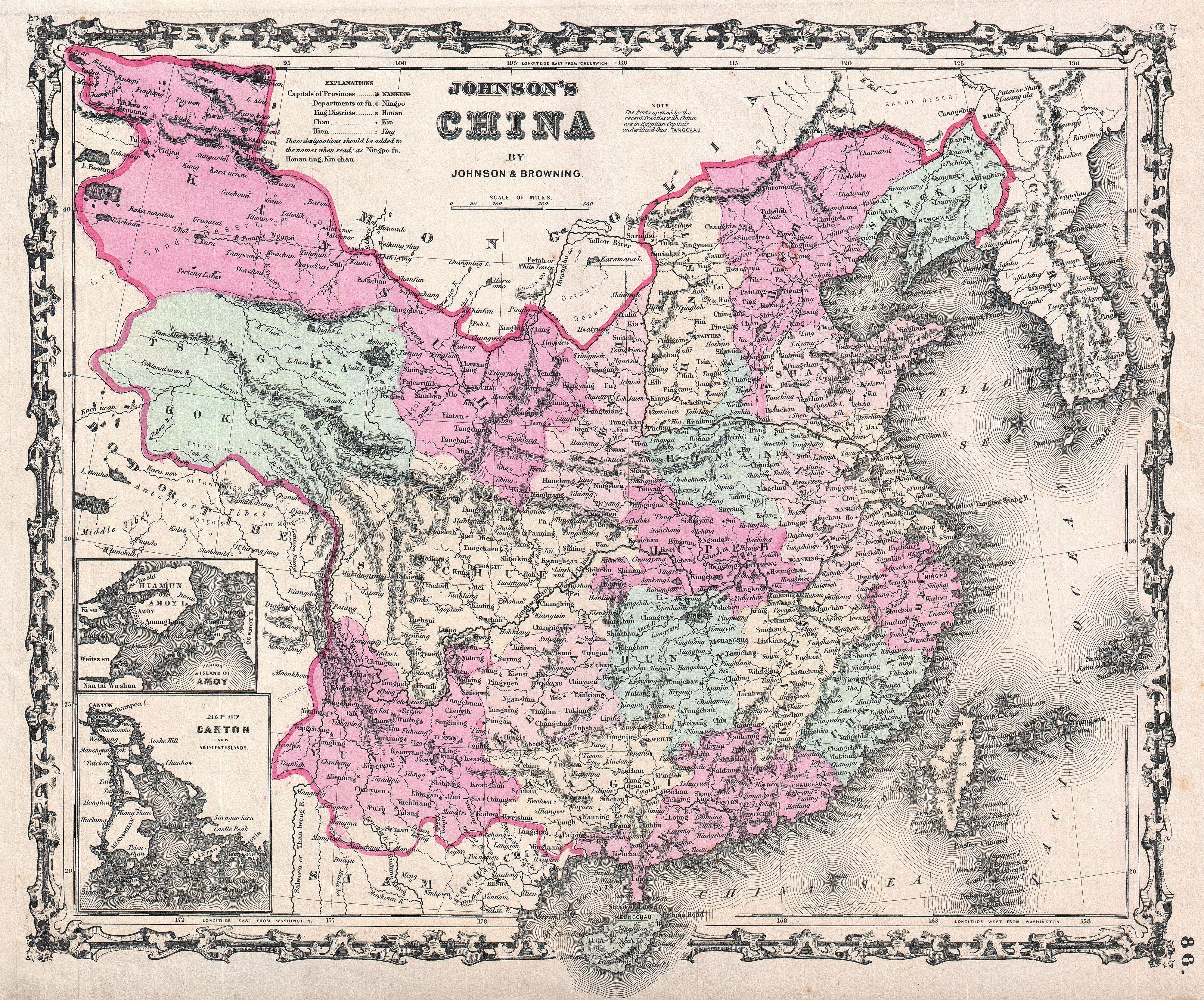
L'Empire chinois en 1861, carte de Johnson.

Au cours de l'histoire, beaucoup d'ethnies ont peuplé le territoire actuel de la Mongolie. La plupart étaient nomades, et formaient des confédérations plus ou moins puissantes.
Durant la Préhistoire, dans les plaines du Nord de la Mongolie, de mystérieuses représentations de créatures cornues à bec d'oiseau semblent grimper le long de monolithes de granite appelés « pierres à cerf ». Ces stèles dont certaines atteignent 4,5 m de hauteur, montrent aussi des ceintures équipées de flèches, de haches et d'outils de l'âge du bronze. Selon les spécialistes qui tentent de déchiffrer ces monuments, ils ont été érigés entre les années 1100 et 800 av. J.-C. « Ce sont des hommages à des chefs ou à des guerriers, peut-être tombés au combat », avance l'anthropologue William Fitzhugh (en). Pour lui, ces créatures mi-renne mi-oiseau devaient montrer le chemin vers l'au-delà. Quelle que soit leur signification, déclare Fitzhugh, elle était forte, car, pour chaque stèle, plusieurs chevaux ont été sacrifiés. Leurs têtes ont été enterrées en cercle autour des monolithes, le nez pointé vers le soleil levant. On a déjà retrouvé plus de 600 pierres en Mongolie, au Kazakhstan et en Russie. Ces monolithes sont très souvent associés à des tumuli, des monuments funéraires constitués d'un amas de pierres central ceinturé de cercles ou de carrés de pierres.
Les pétroglyphes et les mégalithes sont également remarquables dans l'art préhistorique mongol.
Vers -245 apparaissent les Xiongnu, ils deviennent les principaux ennemis de la Chine pour les siècles qui suivent, et la Grande Muraille de Chine fut construite en partie pour se protéger de leurs incursions. Certains historiens pensent que le peuple des Huns descend des Xiongnu.
Après la disparition des Xiongnu, apparaissent les Ruanruan, qui sont à leur tour supplantés par les Göktürk (ou Turcs bleus) qui dominent la région du VIe siècle au VIIIe siècle.
Au VIIIe siècle apparaissent les ancêtres des Ouïghours, puis les Khitans et les Jürchen. Vers le Xe siècle le territoire est peuplé de Mongols qui seraient une branche du peuple Xianbei. À cette période, le pays est divisé en plusieurs tribus liées par des alliances et en guerre perpétuelle.
Au XIIIe siècle, un chef nommé Temüjin unifie les tribus mongoles, prend le nom de Gengis Khan et crée un empire, œuvre poursuivie par ses successeurs Ögedeï, Güyük, Möngke et Khubilai. La Chine est dominée à partir de la deuxième moitié du XIIIe siècle par les Mongols qui y fondent la dynastie Yuan, 1234~1279 – 1368). Cet empire commence à s'effondrer en 1368, avec la perte de la Chine. Au XVIe siècle, sous le règne d'Altan Khan, les Mongols se convertissent au bouddhisme tibétain. Un siècle plus tard, ils tombent sous la domination des Mandchous et les soutiennent pour la conquête de la Chine. La Mongolie est transformée en deux provinces chinoises, la Mongolie-Intérieure et la Mongolie-Extérieure.
Au cours du XVIIe siècle, la région sibérienne du lac Baïkal, au nord de la Mongolie, est annexée par l'Empire russe. Le Bogdo Gegen du monastère de Gandantegchinlin aurait cherché l'appui de la Russie pour se libérer de l'emprise politique chinoise[réf. nécessaire].

### Indépendance de la Mongolie-Extérieure
Avant 1910, la Mongolie est plus ou moins un protectorat russe. Néanmoins, avec la défaite russe de la guerre russo-japonaise de 1904-1905, désastre financier et militaire, où l'Empire russe perd le port de Port-Arthur en Chine, les Russes préfèrent ne pas entériner un protectorat. La Mongolie sert de zone tampon entre la Chine et l'Empire russe, et même avec le Japon, à l'est, qui annexe la péninsule coréenne en 1910, et a des vues sur la Chine du Nord-Est. L'Empire russe renonce à annexer la Mongolie en 1908, car il n'a pas assez de cadres pour administrer un territoire aussi immense, de plus, l'Empire russe préfère concentrer le plus gros de son armée à l'ouest et au centre de son empire, où la menace des empires allemand, austro-hongrois, et turc, se fait déjà plus oppressante. Globalement, à cette époque, l'Empire russe n'avait pas les moyens financiers pour gérer un tel territoire, alors qu'il avait déjà des difficultés ailleurs (surtout dans ses possessions d'Asie centrale).[réf. nécessaire]

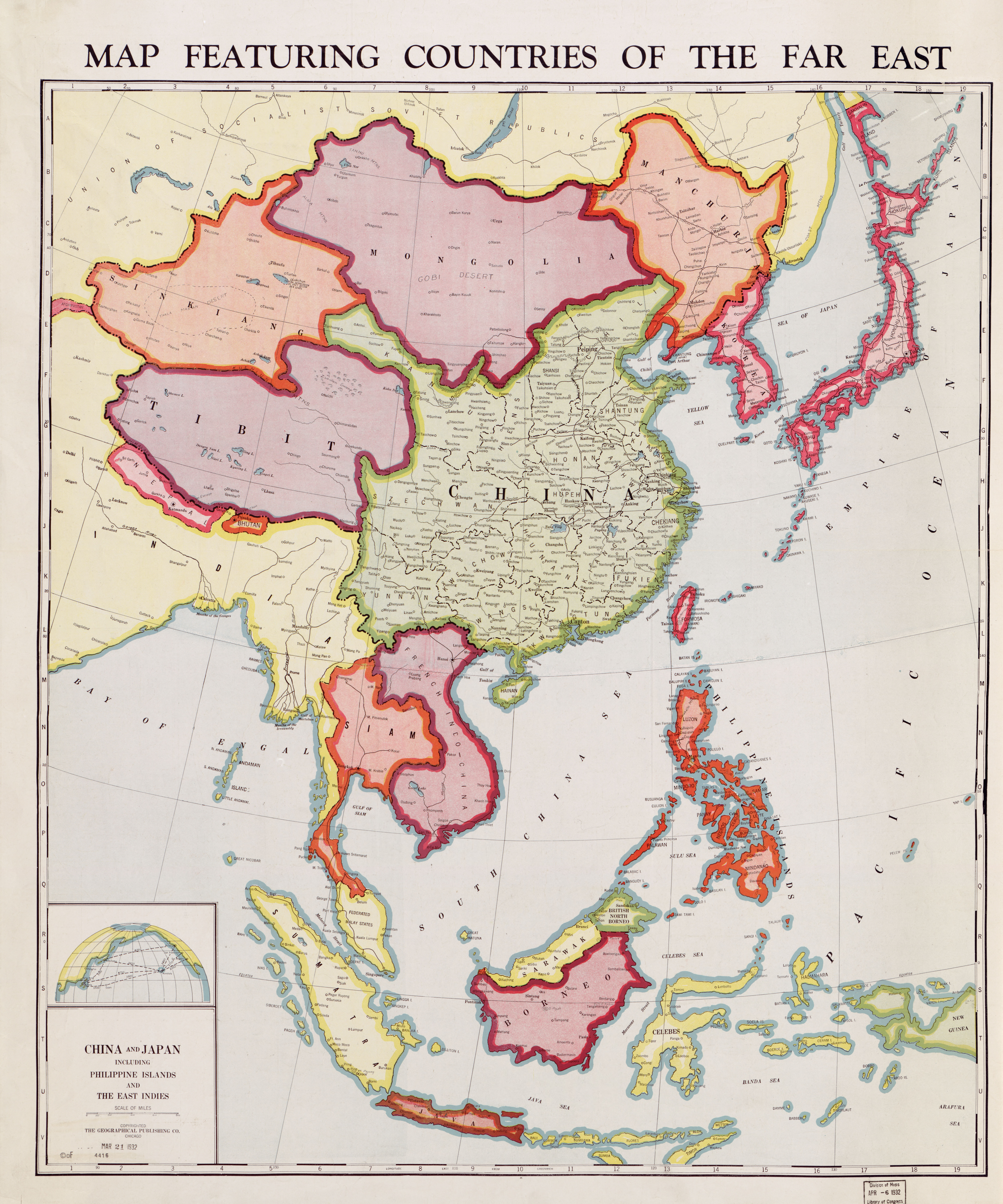
Carte américaine de l'Est de l'Asie en 1932, intitulée « Chine et Japon incluant les îles Philippines et les Indes orientales ».

Profitant de la révolution chinoise de 1911 et de l'éviction du dernier empereur mandchou, Puyi, l'actuelle Mongolie proclama son indépendance le 1er décembre 1911 en tant que Mongolie autonome, quelques semaines après la sécession de la province de Hubei, lors du soulèvement de Wuchang, le 10 octobre. Le Bogdo Gegen prit la direction politique du pays avec le titre de Bogdo Khan, tandis que la Mongolie-Intérieure prend une autre voie. À partir de 1914, la Mongolie-Intérieure est divisée en trois districts spéciaux de Rehe, Chahar, Suiyuan ainsi qu'en une province du Ningxia. En 1925 est créé le Parti révolutionnaire du peuple de Mongolie-Intérieure, qui fusionne avec le parti communiste chinois en 1947. Elle évoluera plus tard vers un statut de région autonome chinoise, le Ningxia ayant, quant à lui, un statut de région autonome pour la minorité Hui.
Avec les désordres de la révolution chinoise, où la Chine se retrouve désormais confrontée au Japon, la Mongolie passe totalement sous influence des Russes, puis de l'URSS.
Une révolte populaire menée par Damdin Sükhbaatar se produit en 1921. Un Parti populaire mongol fut créé sous l'impulsion de la Russie soviétique en 1921 et un gouvernement provisoire fut nommé le 11 juillet 1921. Au même moment, Touva, autre région mongole, prend son indépendance avec la Chine et devient rapidement un oblast autonome de Russie.
Après la mort de Damdin Sükhbaatar en 1923 et celle du Bogdo Khan en 1924, la République populaire mongole fut proclamée le 26 novembre 1924. La capitale du pays est baptisée Oulan-Bator « la ville du héros rouge » en référence à Damdin Sükhbaatar.
Durant la guerre frontalière soviéto-japonaise de 1939, l'URSS défend la Mongolie contre le Japon. Les forces mongoles participent ensuite à l'offensive soviétique contre les forces japonaises en Mongolie Intérieure, Mandchourie et Corée, en août 1945. Sur fond de menace russe d'une reprise de la Mongolie-Intérieure par la Mongolie, la république de Chine accepte de reconnaître l'indépendance de la Mongolie à la condition d'un référendum. Le 20 octobre 1945, un référendum est organisé et les Mongols votent pour l'indépendance (97,8 % de oui ; 98,4 % de participation) sous le contrôle de l'Armée rouge. Après l'établissement de la république populaire de Chine, les deux pays se reconnaîtront mutuellement le 6 octobre 1949.
Ainsi, la République populaire mongole fut reconnue à la fois par la république de Chine et la république populaire de Chine. Le pays s'est cependant rapproché des Soviétiques après 1958 et a abrité de nombreuses bases soviétiques pendant la guerre froide. La Mongolie a rejoint les Nations unies en 1961.
De 1960, jusqu'à 1972, la Chine de Mao Zedong, en rupture avec l'URSS, en profite pour dénoncer à nouveau les « traités inégaux » signés avec les Européens, depuis les années 1850, et les Russes, depuis 1860 : Mao Zedong considère quasiment la Mongolie comme faisant partie de la « sinosphère », comme le sud-Est de la Sibérie, annexée par les Russes depuis la fin des années 1850. À l'occasion de leur rapprochement avec les Américains, en 1972, les Chinois vont finalement accepter la pleine indépendance de la Mongolie, et les échanges commerciaux avec les Chinois reprennent.
Pendant les années 1980, les Mongols participent à la réconciliation entre l'URSS et la Chine, ce qui sera confirmé en 1989.
En 1990, le parti communiste a relâché son contrôle sur le gouvernement à la suite de la révolution démocratique. En 1992, la république populaire a été abandonnée et a été remplacée par un État hybride, entre système parlementaire et système présidentiel. Sur le plan diplomatique, elle pratique la « politique du troisième voisin ».
Le 3 octobre 2002, la république de Chine (Taïwan) reconnaît officiellement l'indépendance de la Mongolie-Extérieure par rapport à la Chine, des bureaux représentant les deux nations doivent être ouverts dans les deux capitales, et il est prévu de faire venir de la main d'œuvre mongole à Taïwan.

## Biodiversité
Grâce à la multiplicité de ses habitats et sa très faible densité humaine, la Mongolie accueille une quantité d’espèces importante, tant par leur adaptation que par leur rareté à l’échelle mondiale.
Au nombre des espèces animales, on peut noter l'hémione (âne sauvage), le mazaalai (ours du Gobi), la panthère des neiges, le saïga, le cheval sauvage de Przewalski, le chameau sauvage de Bactriane, le loup, et chez les oiseaux des rapaces et charognards et plusieurs espèces migratrices de grue. On remarque également la présence de petits mammifères : hérisson du désert à longues oreilles et de petits rongeurs comme le hamster du désert.
La flore n’est pas en reste, une grande partie de la flore alpine actuelle proviendrait d’espèces de la lointaine Asie centrale. L’espèce reine de la steppe est sans aucun doute l’armoise odoriférante ou grande absinthe, tandis que le roi en serait le saxaul, un petit arbre robuste du désert de Gobi. On trouve également en abondance l'edelweiss, l'ancolie, la matricaire, le lis martagon, le petit dent de chien, la pivoine, la dryade à huit pétales, le trolle, l'anémone pulsatille, la gentiane, diverses renoncules, etc.
Le climat et l'altitude limitent les plantes cultivables. La céréale principalement cultivée en Mongolie est le millet, on cultive également le blé sarrasin.
Dans certaines provinces comme Khövsgöl, Khentii ou Khovd, ainsi que dans les régions géographiques des monts Khangaï et du Grand Khingan, on cultive le cassis (үхрийн нүд), une baie de montagne, dont on fait notamment de la confiture (чанамал), et l'argousier (чацаргана), dont on tire le jus,.

## Divisions administratives

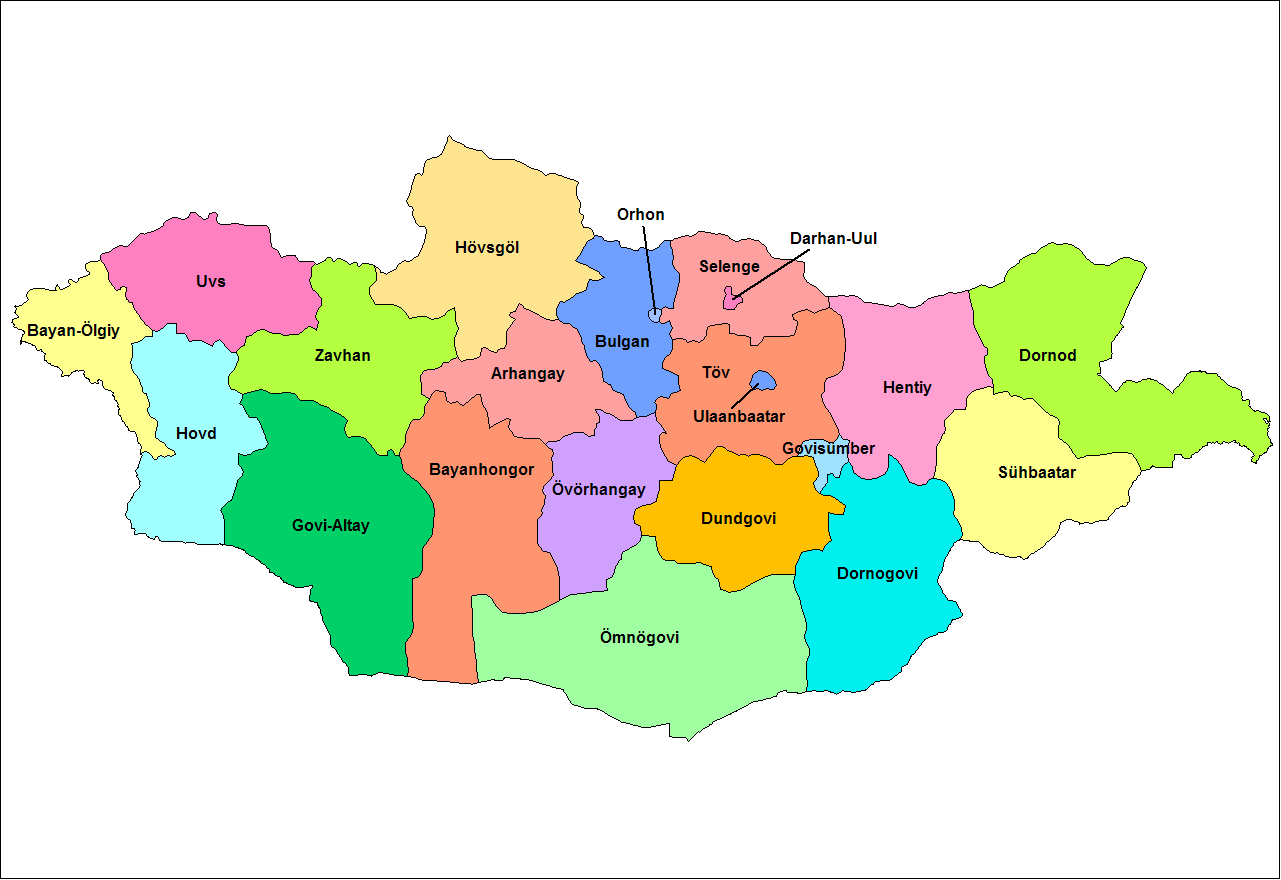
Carte des aïmags.

La Mongolie est divisée en 21 provinces ou aïmag et 1 municipalité (khot) avec statut de province. Les aïmag sont eux-mêmes subdivisés en 315 districts ou sum. Les chefs-lieux des aïmag ont le double statut de sum et de municipalité. Oulan-Bator est elle-même divisée en khoroo.

## Politique

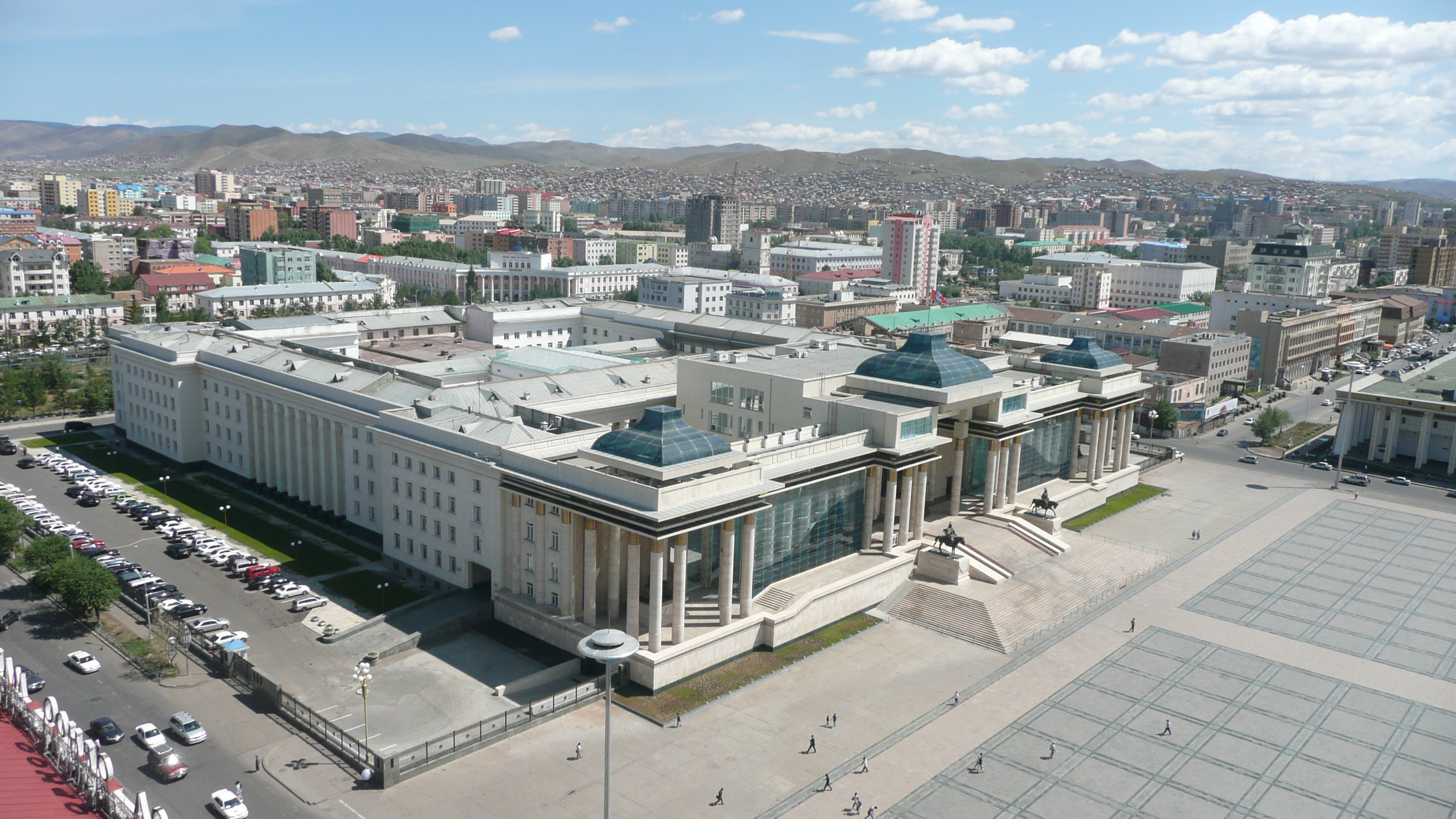
Palais gouvernemental au centre d'Oulan-Bator (2009).

La Mongolie a un exécutif bicéphale, avec à la tête de l'État un président élu et à la tête du gouvernement un Premier ministre. Le Parlement monocaméral, appelé le Grand Khoural d'État, comporte 76 sièges.
Le parti dominant en Mongolie est le Parti révolutionnaire du peuple mongol (PRPM) formé par les anciens communistes mongols après la guerre froide. Le principal parti d'opposition est le Parti démocrate (PD) qui a contrôlé une coalition au pouvoir entre 1996 et 2000. L'incapacité de cette coalition à maintenir sa cohésion, ainsi qu'à régler les problèmes économiques du pays, a été très lourdement sanctionnée par les électeurs lors des élections législatives mongoles de 2000 (en) : ils ont donné la victoire au PRPM avec une écrasante majorité de 51,6 % contre 1,8 %.
Durant les élections législatives du 27 juin 2004, le PRPM, avec 48,23 % des voix obtient 36 sièges, contre 34 sièges pour la Coalition démocratique de la patrie (Ekh Oron-Ardchilal) regroupant trois partis, avec 44,27 % des bulletins. Afin que le développement de la Mongolie ne soit pas entravé par des crises politiques, ils ont décidé d'élaborer un programme commun et de former un gouvernement d'union nationale. Tsakhiagiyn Elbegdorj, issu du PD, a été nommé Premier ministre, tandis qu'un communiste est devenu président du Grand Khoural.
À l'issue de l'élection présidentielle du 22 mai 2005, l'ancien Premier ministre Nambaryn Enkhbayar, candidat du PRPM, est élu président de la République avec 53,4 % des suffrages exprimés. Son principal adversaire, Mendsaikhanii Enkhsaikhan, candidat du PD, obtient 20 % des voix. Enkhbayar commence son mandat à la fin du mois de juin 2005 en remplaçant le président Natsagiyn Bagabandi, lui aussi issu du PRPM, qui ne s'était pas représenté.
Le 11 janvier 2006, le PRPM décide de quitter la coalition gouvernementale avec le PD arguant de la mauvaise gestion économique et de la forte inflation du tugrik. Le PD considère que le départ du PRPM est dû à la lutte contre la corruption lancée par Elbegdorj. Conséquence du retrait du PRPM de la coalition, les 10 ministres du PRPM quittent le gouvernement. Le 13 janvier, Elbegdorj démissionne de son poste de Premier ministre et le gouvernement est dissous par le Grand Khoural d'État. Le PRPM forme une nouvelle coalition avec des petits partis et le secrétaire général du PRPM Miyeegombyn Enkhbold est investi Premier ministre le 24 janvier.
Lors des élections législatives de 2008, le 29 juin, le PRPM obtient 52,67 % des votes et conserve ses 45 sièges, le PD en obtient 28 avec 40,43 % des voix. Sanjaagiin Bayar, Premier ministre depuis le 22 novembre 2007, conserve son siège.
Ukhnaagiin Khürelsükh est président depuis le 25 juin 2021.
Des manifestations éclatent en décembre 2022 après la découverte en octobre d'un détournement de fonds lié à la disparition de 385 000 tonnes de charbon censées avoir été livrées à la Chine par une entreprise contrôlée par l'État.

## Religions
Le bouddhisme tibétain apparu au XIIIe siècle est devenu religion d'État de l'Empire mongol au XVIe siècle après la visite du 3e dalaï-lama, Sonam Gyatso,. Il éclipsa le chamanisme, qui fit alors l'objet d'une campagne de quasi-éradication. Sous couvert de modernisation, le bouddhisme subit les foudres d’un régime athée proche de Joseph Staline dans les années 1930. S'il n'est plus religion d'État, le bouddhisme tibétain reste aujourd'hui la religion de plus de la moitié des Mongols alors que le chamanisme est revenu en faveur à partir des années 1990.
Environ 50 % des Mongols sont bouddhistes tibétains, 40 % athées, 6 % chamanistes ou chrétiens, et 4 % musulmans.

## Démographie

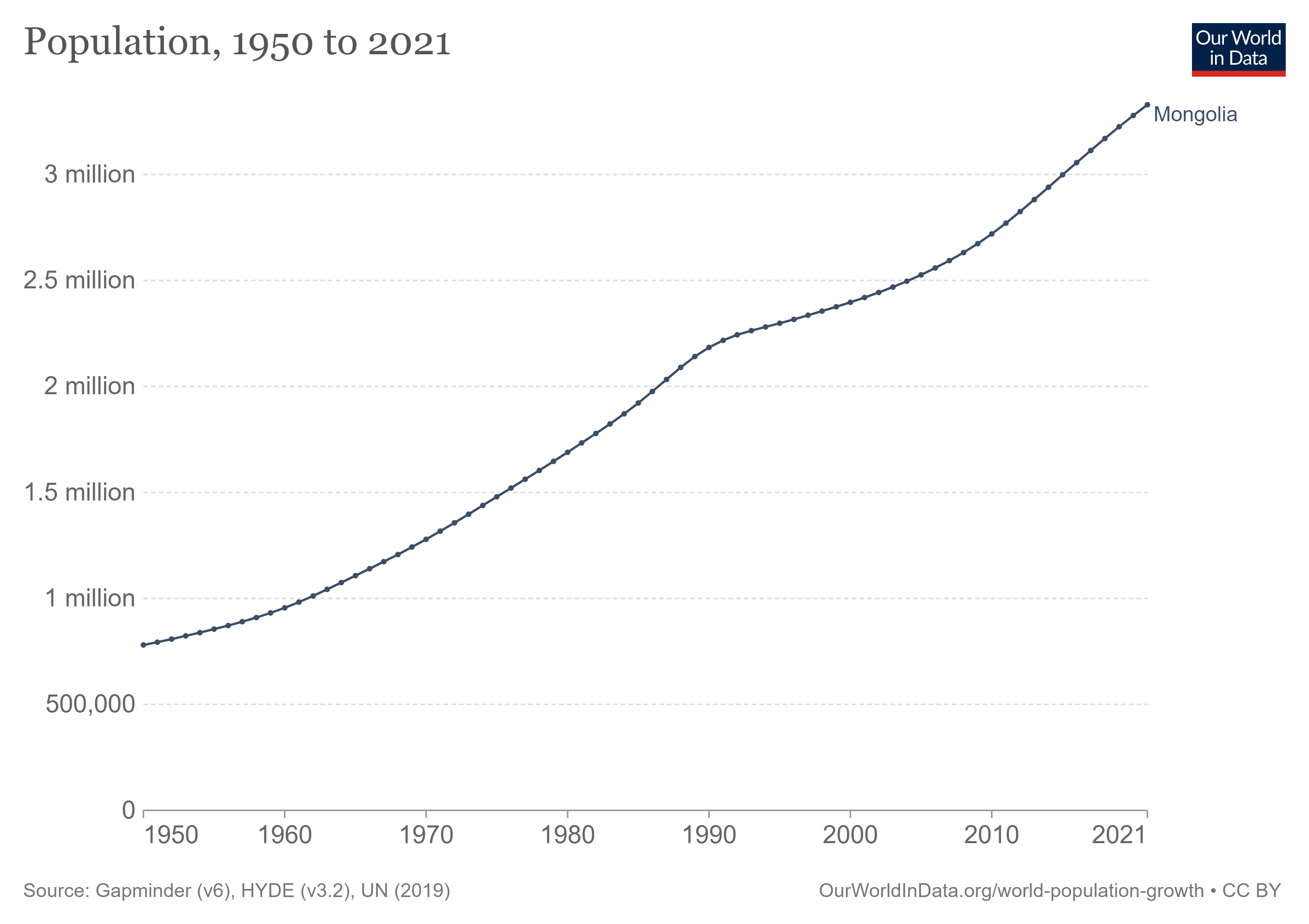
Évolution démographique de la Mongolie.

Bien que la majorité de la population soit d’origine mongole (Khalkhas, Dörbets, etc.), il existe une forte minorité de Kazakhs, Touvains, Bouriates et Toungouses. Le taux d’accroissement de la population est estimé à 1,54 % (recensement de 2000). Près des 2/3 de la population est âgé de moins de 30 ans et 36 % de moins de 14.
La population est de plus en plus urbanisée, près de la moitié vivant dans la capitale et les centres provinciaux. La vie semi-nomade reste prédominante dans les campagnes où les familles vivent dans des villages durant le rude hiver et dans des gers durant l’été.
La population de la Mongolie à mi-2016 est estimée à 3 031 330 par la CIA.
Le recensement réalisé en novembre 2010 a comptabilisé 2 754 685 habitants. Plus de 500 000 ressortissants mongols vivent, et travaillent à l'étranger, dont en fédération de Russie, en république populaire de Chine, au Japon, et en république de Chine (Taïwan).

## Économie

Évolution du PIB réel par habitant de Mongolie.

Les ressources naturelles de la Mongolie sont constituées par les minéraux (cuivre, molybdène, fluorine, tungstène) et les pierres précieuses et semi-précieuses, ainsi que de métaux précieux tel que l'or. On trouve aussi du charbon, ainsi que du pétrole dans une moindre mesure, mais qui n'est pas exploité par manque d'infrastructure. Tous ces produits représentent, en valeur, les deux tiers des exportations mongoles. Durant les six premiers mois de 2004, 287 000 tonnes de minerais concentrés de cuivre ont été exportés, pour la somme de 138 millions de dollars US. C'est presque la moitié du total de toutes les exportations (307 millions de dollars pour cette même période). Cette situation rend la Mongolie vulnérable aux variations des cours des matières premières ainsi le prix des minerais de cuivre a chuté de 54,3 % entre 1995 et 2001. Il a ensuite augmenté de plus de 100 % entre 2005 et 2006 et continue d'augmenter, soutenu par la croissance de la consommation chinoise des métaux non ferreux.
Environ la moitié de la population loge dans des yourtes. Un tiers des Mongols sont de purs nomades, qui vivent de l'élevage de petits chevaux, de moutons, de chèvres, de bovins (yacks, vaches) et de chameaux. Huit millions de ces animaux ont péri lors de l'hiver 2009-2010. Grâce à eux, la Mongolie est exportatrice de produits d'origine animale : viande, laine et poils d'animaux, dont le cachemire (1er producteur mondial ; 2e ressource nationale après le cuivre). Mais l'élevage de chèvres à cachemire pose des problèmes écologiques . Jusque dans les années 1970, avant la mise en service de mines comme celle d'Erdenet, l'élevage et les industries qui leur étaient liées constituaient de loin la première ressource du pays.
L'industrie textile intervient pour un quart des exportations, mais 85 % des usines sont à capitaux étrangers (surtout chinois) ou mixtes. Elles utilisent des matériaux importés, comme le coton.
Malgré la pratique de l'élevage et la culture du blé, la Mongolie ne peut pas subvenir à ses besoins en nourriture, à cause d'un changement culturel. Ceci contribue au déficit chronique de sa balance commerciale et à son endettement.
Après des décennies d'économie planifiée, ce pays a effectué une difficile transition vers l'économie de marché. L'inflation a atteint 325 % en 1992, après l'effondrement du régime communiste, mais elle a par la suite été maîtrisée. En 1998, on estimait que le taux de chômage était de 15 % de la population active et qu'il atteignait 30 % en zone urbaine. En 2002, le salaire mensuel moyen n'était que de 75 500 tugriks (soit environ 68 euros). Bien que le chômage sévisse surtout en ville, le revenu moyen y est plus élevé qu'à la campagne.
La Mongolie a rejoint l'Organisation mondiale du commerce en 1997.
La Banque mondiale et les Nations unies pressent le gouvernement d'investir dans les infrastructures, l'éducation et l’économie. En 2024, la Mongolie est classée en 67e position pour l'indice mondial de l'innovation.

## Culture

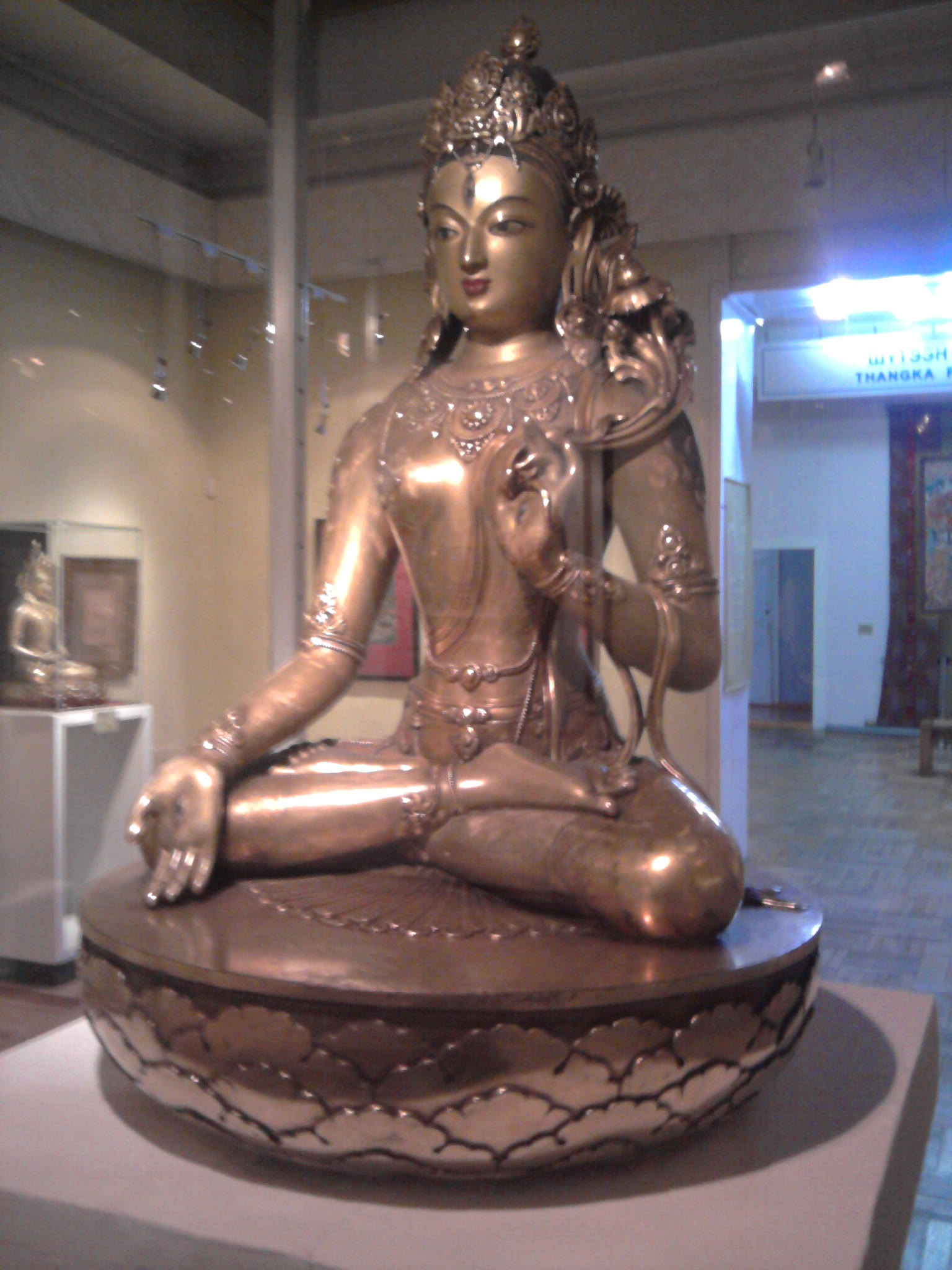
Sita Tara (Tara blanche) par Öndör Gegeen Zanabazar, XVIIe siècle, la Mongolie, au Musée des Beaux-Arts d'Oulan-Bator.

### Arts plastiques et visuels
Entre 1600 et 1920, la Mongolie était un centre d'art bouddhiste. Le plus connu était l'art du mandala. La peinture et la sculpture servaient principalement comme objets de méditation pour les ecclésiastiques ou comme objets de prière pour les laïcs. En règle générale, ils ont été détruits après utilisation. Dans les monastères, en revanche, la thangka, les rouleaux, jouaient un rôle important. Ils suivent largement le style tibétain et intègrent également la représentation des animaux.
L'artiste bouddhiste le plus important de son temps était le sculpteur et peintre Zanabazar, qui fut également le premier Jebtsundamba Khutukhtu. Son travail se caractérise par une forte référence aux traditions indo-tibétaines ; certaines de ses sculptures qui subsistent se trouvent au monastère de Gandan à Oulan-Bator. Jusqu'à présent, aucune œuvre de sa peinture ne peut être attribuée sans équivoque. Marzan Sharav a développé l'art du Thangka plus connu. Influencé par l'art soviétique, en plus des peintures Mongol Zurag, il crée également des illustrations de livres, des billets de banque et des portraits de personnalités politiques. Cependant, un grand nombre de ses œuvres ont été perdues. Des artistes tels que Dolgoryn Manibadar ou Monkor Erdenbajar peuvent être inclus dans le réalisme socialiste. Purewbat Gankhuu est un important peintre contemporain qui suit les traditions de l'art bouddhiste et a été décrit dans le film Peintre du Bouddha,. Parmi les premières tentatives pour introduire le modernisme dans les beaux-arts de la Mongolie, il y a le tableau "Ehiin setgel" (l'Amour de la mère) créé par O. Tsevegjav dans les années 1960. L'artiste a été purgé car son travail a été censuré. Toutes les formes des beaux-arts n'ont prospéré qu'après la « perestroïka » à la fin des années 1980. Otgonbayar Ershuu est sans doute l'un des artistes contemporains mongols le plus indépendant comme il a été décrit dans le film Zurag de Tobias Wulff. Ershuu vit à Oulan-Bator et à Berlin. En plus de son attachement à la tradition de la miniature mongole, sa peinture des dernières années - toiles de grand format - montre un traitement visuel d'éléments de la peinture occidentale après 1945. Son succès auprès des collectionneurs atteste qu'il est sur le point de devenir l'un des plus importants représentants de l'art mongol contemporain.

### Littérature et cinéma
Le romancier Galsan Tschinag, citoyen mongol d'origine ethnique touvain, a une petite notoriété. Neuf de ses ouvrages ont été traduits de l'allemand en français.
La réalisatrice Byambasuren Davaa a fait connaître la culture mongole et les paysages de Mongolie au travers de ses films : L'Histoire du chameau qui pleure (2004 – une nomination aux Oscars), Le Chien jaune de Mongolie (2006) et Les Deux Chevaux de Gengis Khan (2011).

### Langues
Il existe différentes langues mongoles. La principale langue est le mongol (parlé par 95 % de la population), langue des Khalkhas, Mongols orientaux, utilisée comme langue vernaculaire en Mongolie. Les Mongols occidentaux utilisent quant à eux l'oïrate regroupant également plusieurs dialectes. Enfin, on y parle également le bouriate, une langue mongole parlée par des populations qui semblent originaires du lac Baïkal, en Sibérie dont l'extrême sud est à une centaine de kilomètres au nord de la Mongolie.
Le russe est la première langue secondaire des Mongols de Mongolie. Au moins 100 000 Mongols parlent russe en seconde langue. Des Mongols travaillent en fédération de Russie, puis reviennent au pays, avec des notions de la langue russe. Le mandarin et l'anglais sont aussi des langues parlées. La Chine attire peu les travailleurs migrants mongols, qui préfèrent travailler en Russie, où les salaires sont meilleurs. Vu l'enclavement, et l'isolement du pays, l'utilisation de la langue anglaise est très limitée aux secteurs du tourisme, et du commerce international.
À l'ouest de la Mongolie, les Kazakhs parlent le kazakh, une langue turque.

### Écritures
Il existe de nombreuses écritures mongoles. La plus ancienne est le mongol bitchig, datant de la fondation de l'Empire mongol. Vers 1204, Gengis Khan demande sa création à Tata Tonga, un scribe ouïghour capturé, qui adapte l'alphabet ouïghour à la langue mongole. Cette écriture est aujourd'hui lue et écrite par environ 6 millions de Mongols en Chine.
Parmi les autres écritures mongoles, toutes langues confondues, on peut citer : l'écriture phagpa (dérivée du tibétain), le todo bitchig (principalement oïrate, dérivée du mongol bitchig), le soyombo, dérivée de l'écriture ranjana, népalaise).
Entre 1941 et 1991, sous influence de l'Union des républiques socialistes soviétiques, la seule écriture officielle de Mongolie a été le mongol cyrillique. Depuis 1991, le mongol bitchig est de nouveau une écriture officielle (mais elle n'est que très peu utilisée).

### Jeux et loisirs
Parmi les jeux de plateau, on peut citer les échecs mongols (shatar), la tortue multicolore (Alag Melkhii), un des nombreux jeux basés sur les osselets. Parmi les jeux d'adresse, une grande partie est également basée sur le tir aux osselets, comme le shagai ou la course de chevaux. On peut aussi citer des jeux de dominos, cartes ou casse-têtes chinois. Il existe également différents jeux utilisant des pierres, tels que le ail ger (signifiant maison familiale) est un jeu se jouant avec des pierres représentant la maison par un cercle et d'autres pierres colorées représentent le mobilier de la maison ou les moutons de l'élevage dans une société majoritairement centrée sur l'élevage,.
La Mongolie est par ailleurs représentée sur la scène esport Counter-Strike par son équipe The MongolZ, classée 10e mondiale dans ce jeu en 2024, puis rentre dans le top 5 des équipes mondiales au classement HLTV en 2025. L'équipe a su prendre de la popularité, au point d'avoir leurs matchs les plus importants retransmis en direct à travers le pays.

### Cuisine
La cuisine mongole est caractérisée par une forte utilisation des produits provenant des animaux, tels la viande (notamment l'agneau et le mouton), le gras et les laitages. Le millet est la céréale la plus consommée. Des plats populaires mongols sont le khorkhog, le buuz, le khuushuur, le tsuivan. Le süütei tsai, un thé au lait est aussi largement consommé.

## Médias
- Mongolian National Broadcaster :
  - chaînes de radio : МҮОНР-1, МҮОНР-2, Р3 FM 100.9, Voice of Mongolia ;
  - chaînes de télévision : МҮОНТ-1, MNB News.

## Sports
Les activités sportives traditionnelles sont la lutte mongole, le tir à l'arc et les courses de chevaux. Elles sont mises à l'honneur lors du Naadam, une célébration traditionnelle devenue fête nationale les 11 et 12 juillet. Le judo est lui aussi populaire, le judoka Naidangiin Tüvshinbayar étant notamment le premier champion olympique mongol de l'histoire. Le sumo est aussi populaire et, en 2016, les trois Yokozuna (Hakuhō, Harumafuji, Kakuryū) sont mongols.
Le football mongol possède un championnat de dix équipes (la plupart basées à Oulan-Bator, comme le club de Selenge Press Falcons). L'équipe de Mongolie de football regroupe les meilleurs joueurs du pays.

### Galerie

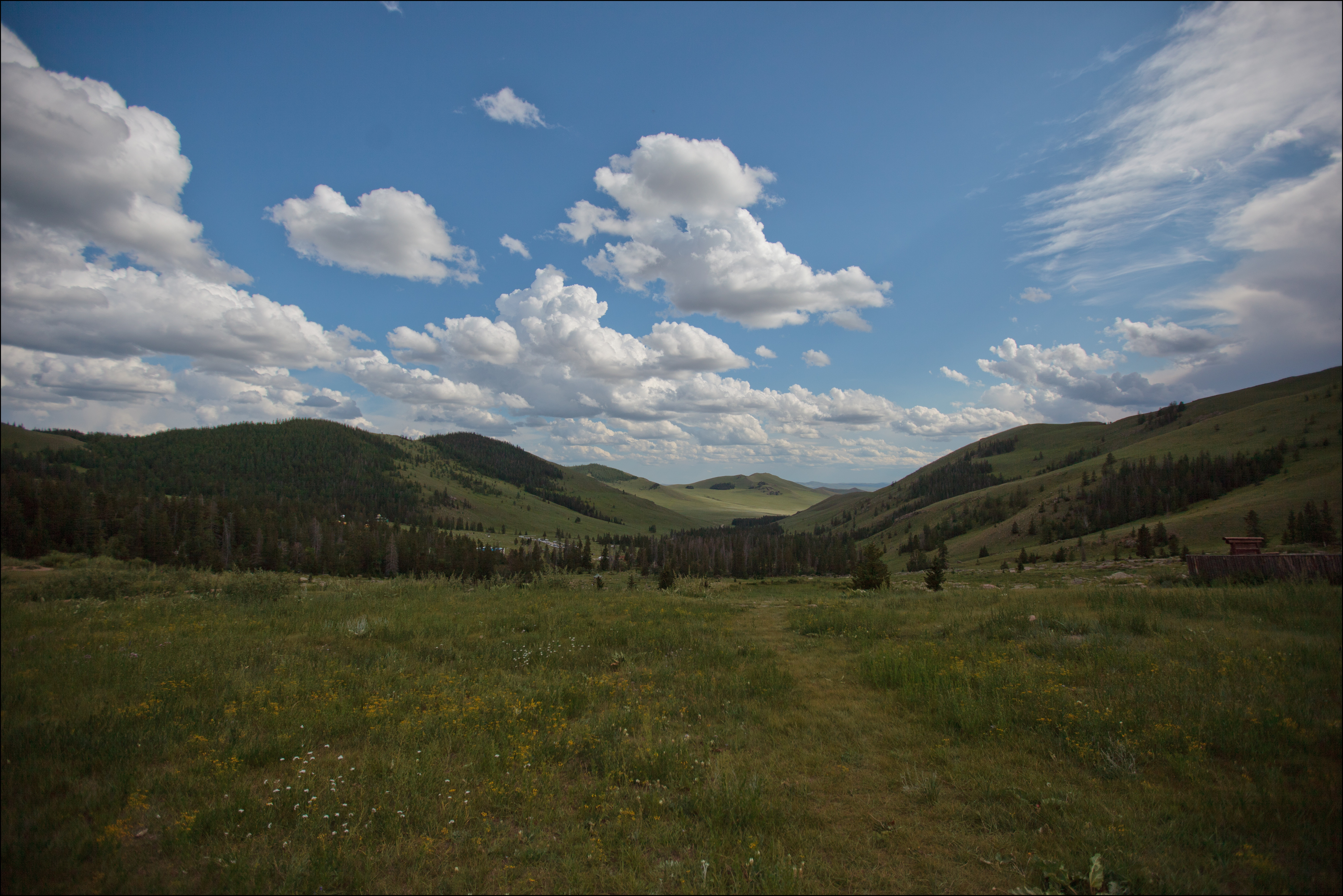
Paysage de Mongolie.
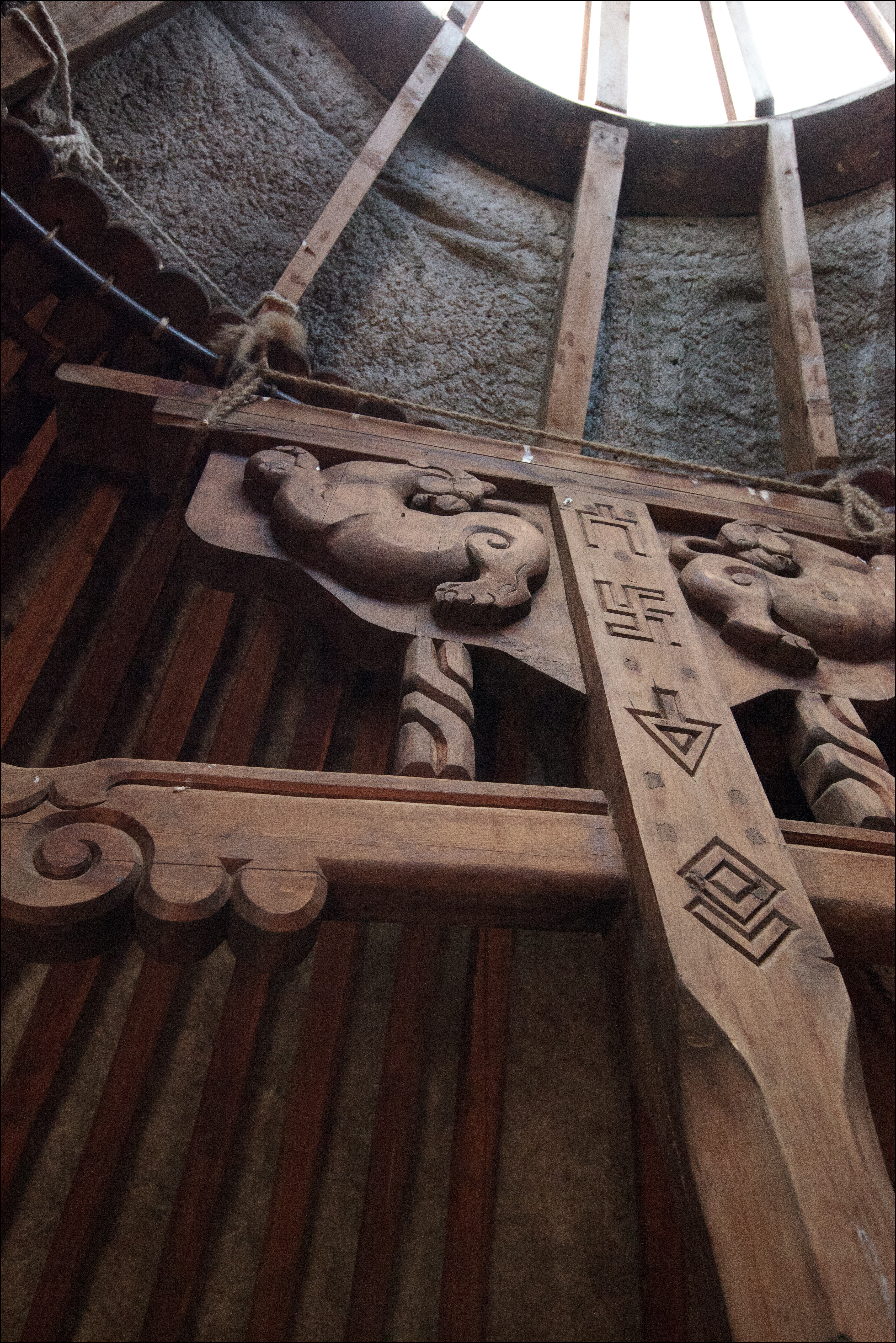
Détail d'un poteau intérieur d'une yourte.
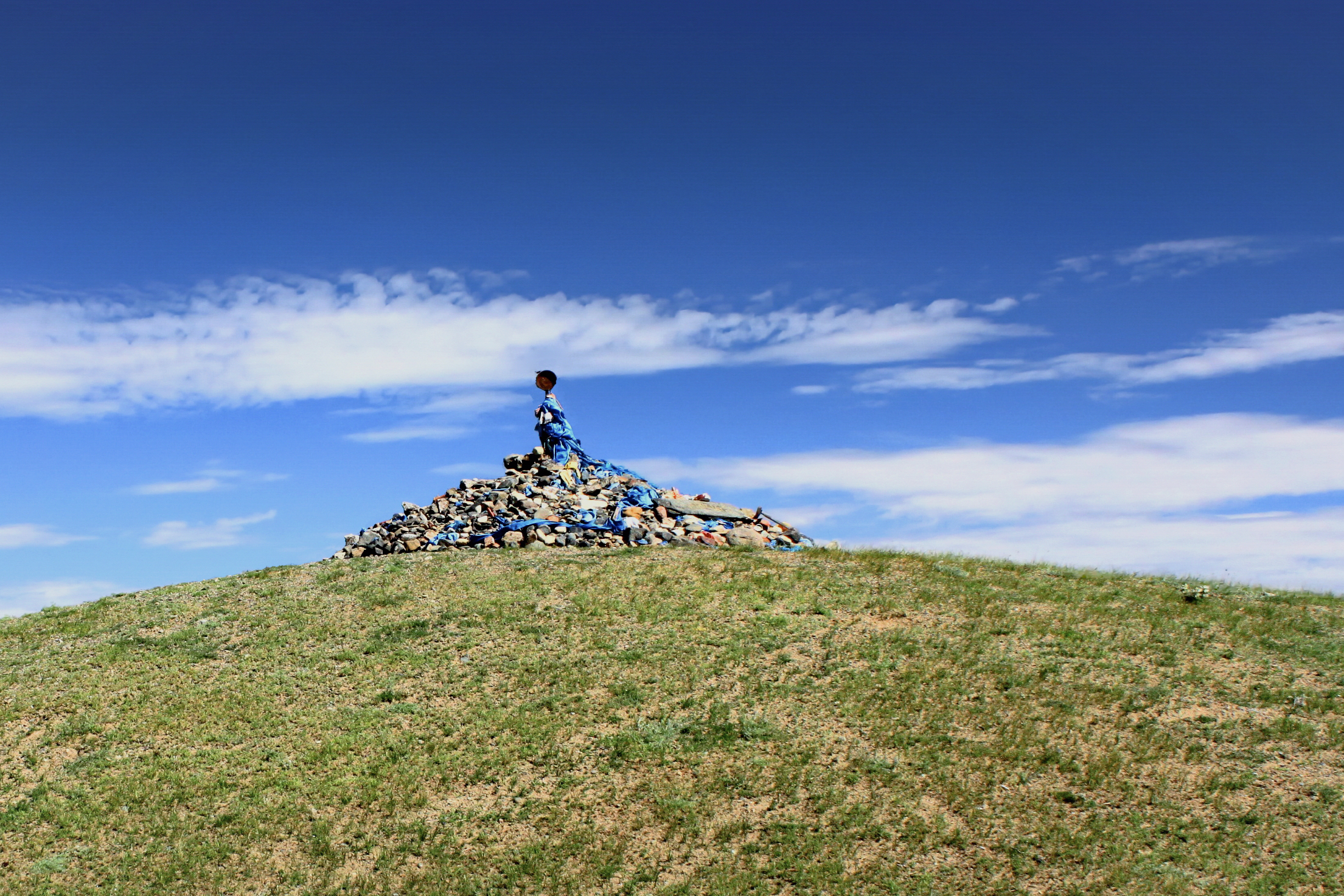
Un ovoo, dans l'aïmag (province) d'Övörkhangai.
Site des Flaming Cliffs (désert de Gobi).